# دانبو

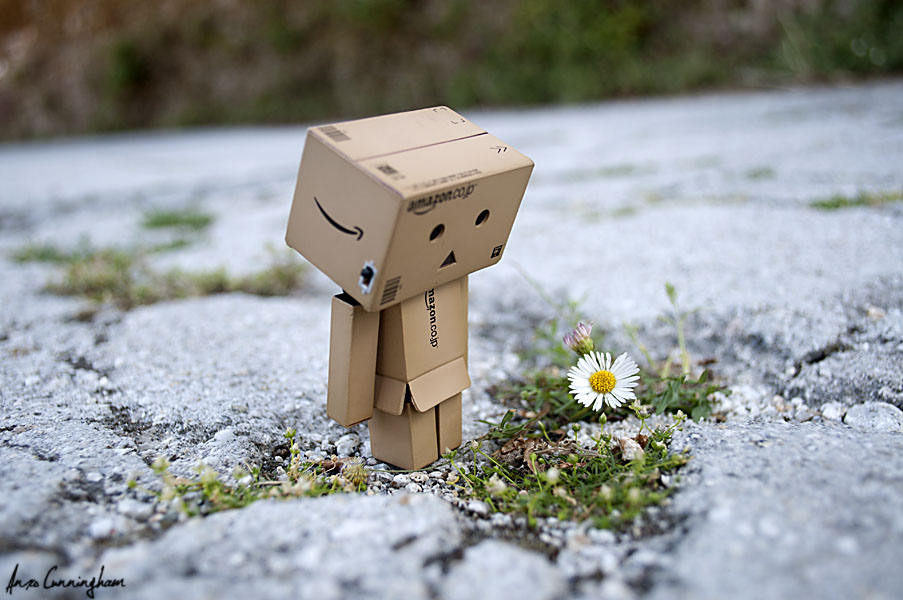
دانبو يتأمل زهرة

دانبو هي كلمة يابانية الأصل معناها الكرتون المتحرك. اخترعه رجل ياباني اسمه (Kiyohiko Azuma) وهو مؤلف ورسام يكتب قصص.
تعبر هذه الدمية عن شخصية بنت تلبس كرتون وهي شخصية مشهورة لدى العرب والأجانب.
إن استخدام هذه الدمية في التصوير والفن إلى إشهارها أكثر وأكثر حتى أصبحت الكثير من المواقع تعج بصور دانبو بالآلاف.
ثم قامت شركات صناعة الألعاب بصناعة دمى دانبو بشكل كبير وذلك بهدف التجارة بها، وبدأت صناعة دابنو بالتطور أكثر وأكثر فأصبح يصنع من المعدن أو البلاستيك والورق المقوى، ولكن يطلى بألوان مختلفة تجعله يبدو مثل الكرتون، وأضيفت إليه إضافات أخرى كالإضاءة والبطاريات وغيرها من الابداعات الجديدة التي تظهر يوما بعد يوم.

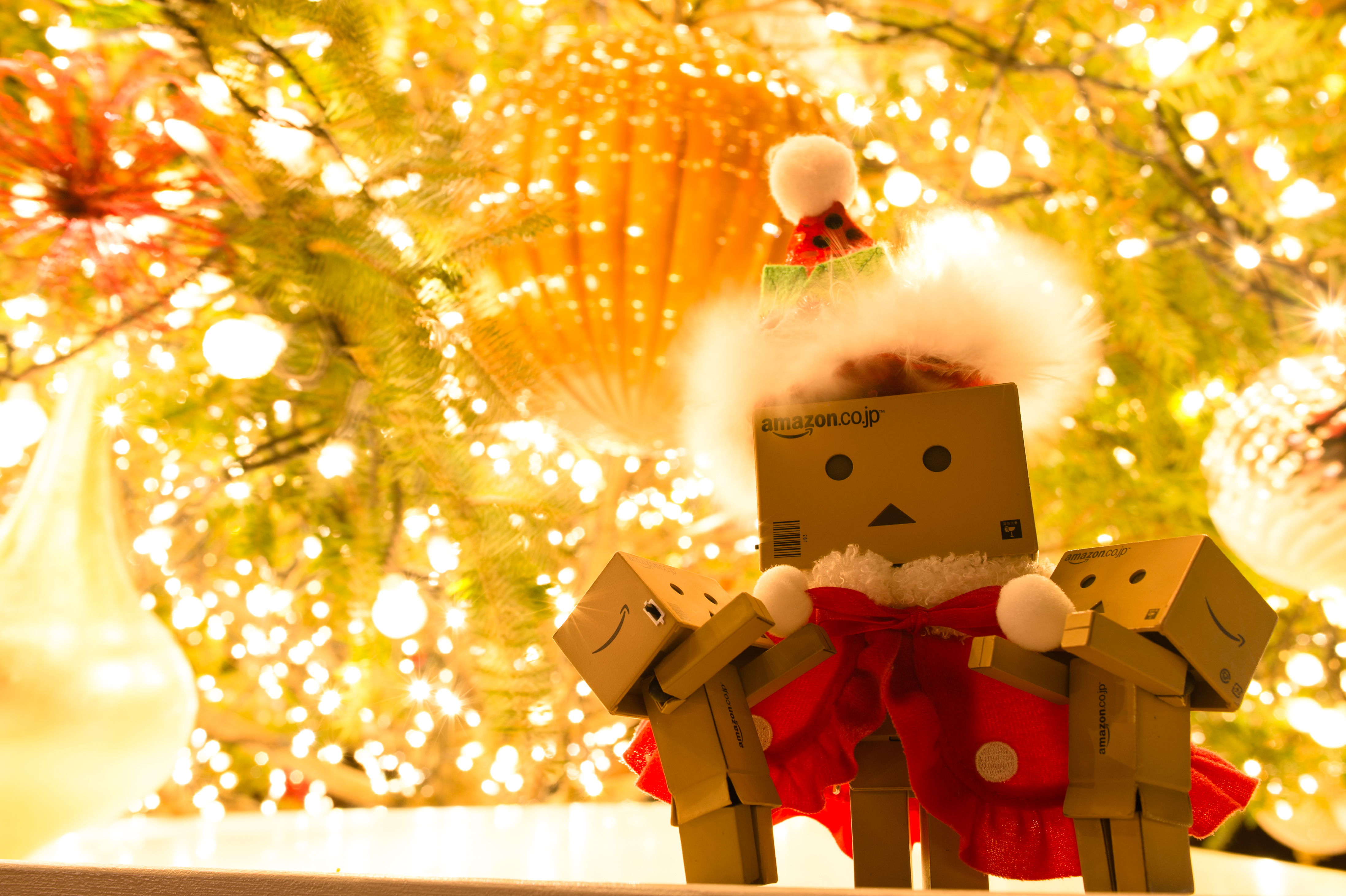
دانبو في الكريسماس

## معرض صور

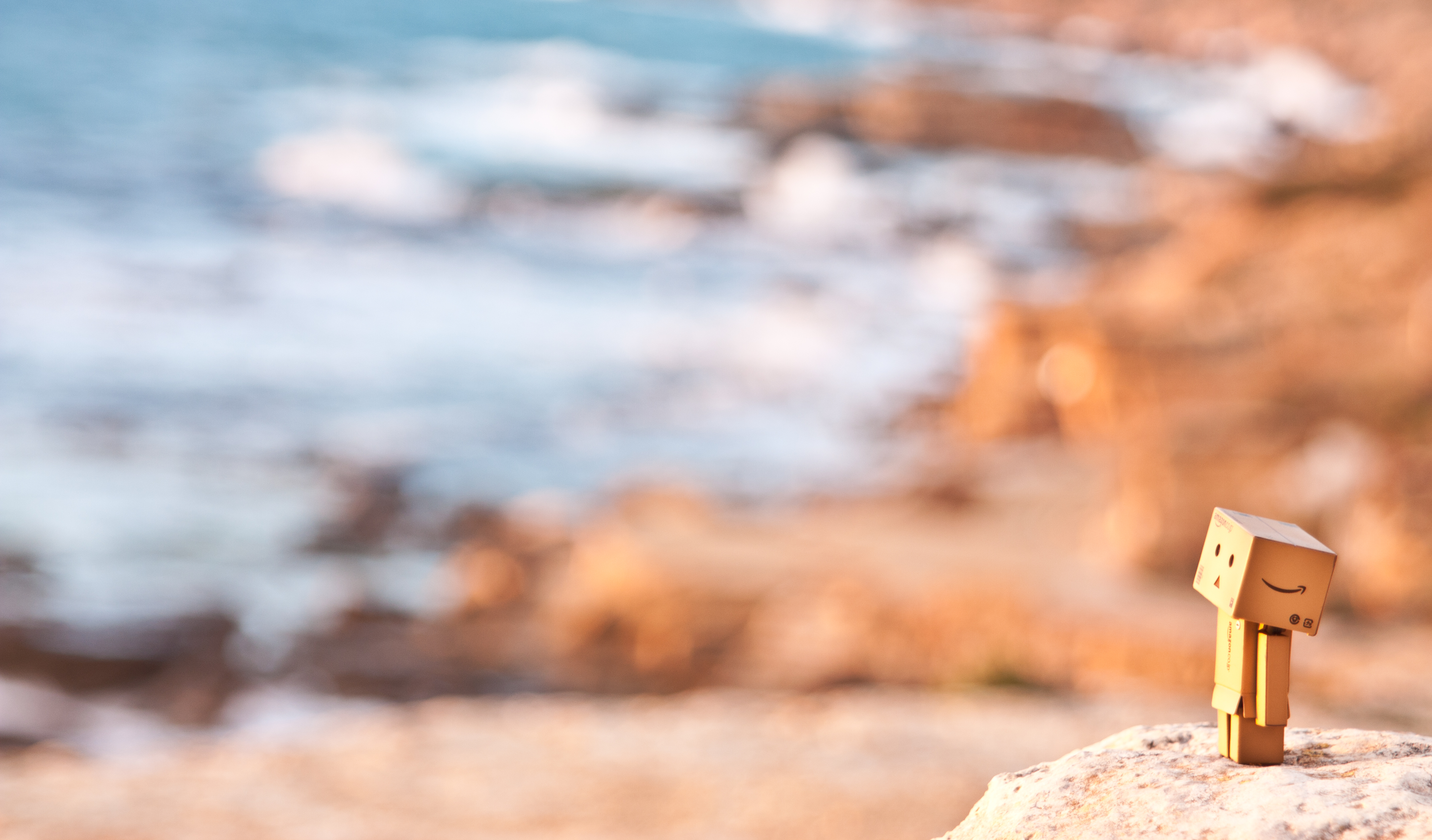
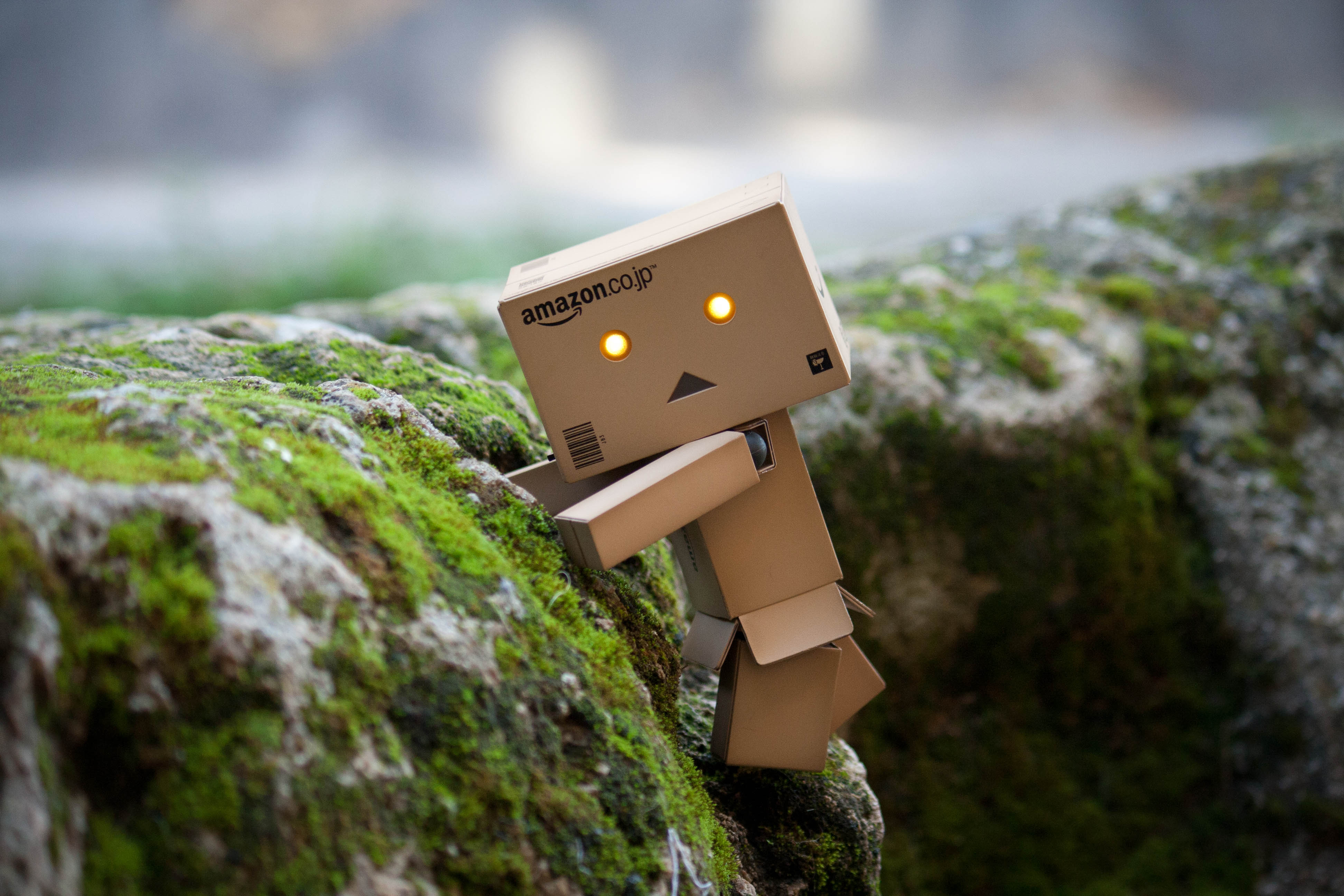
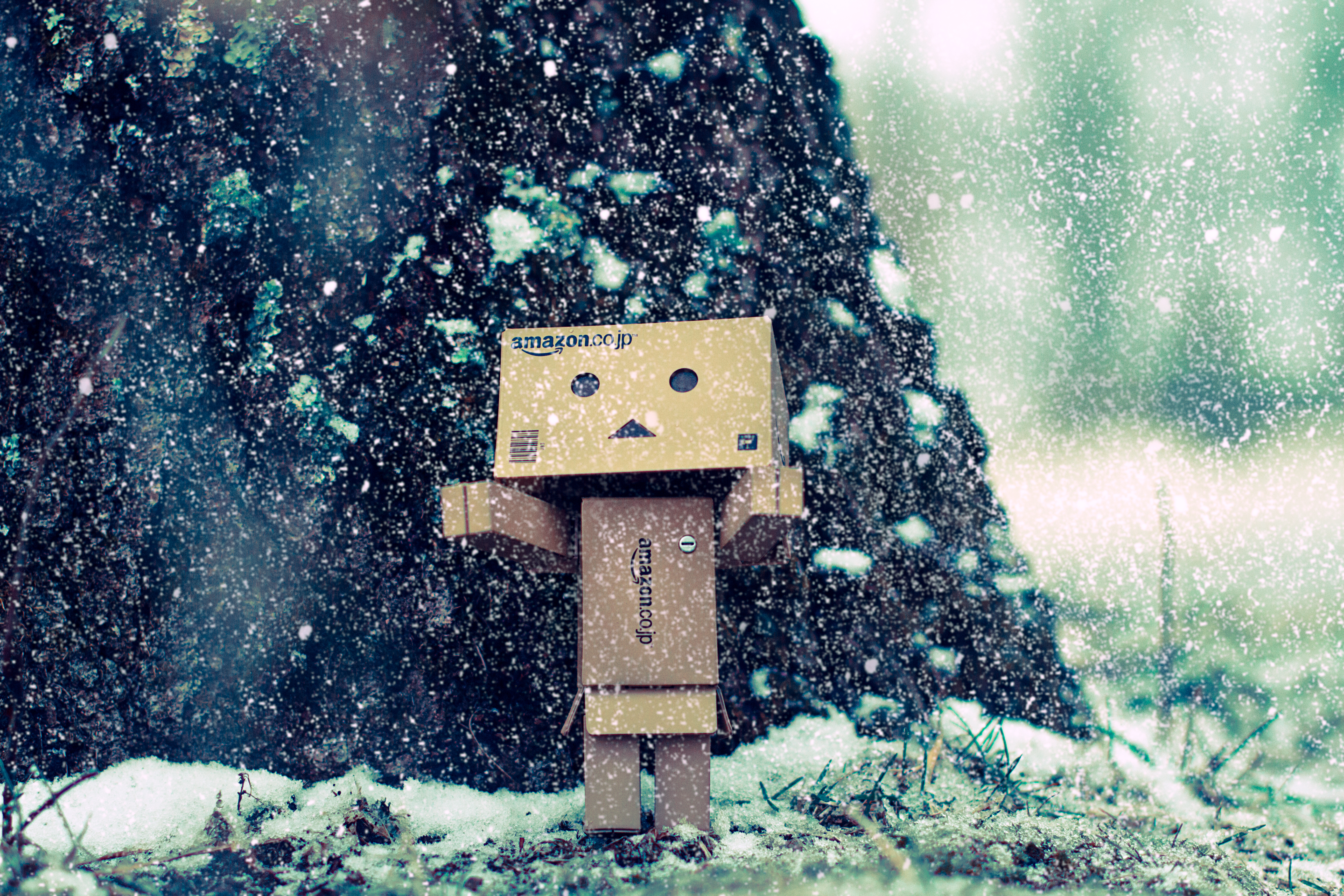
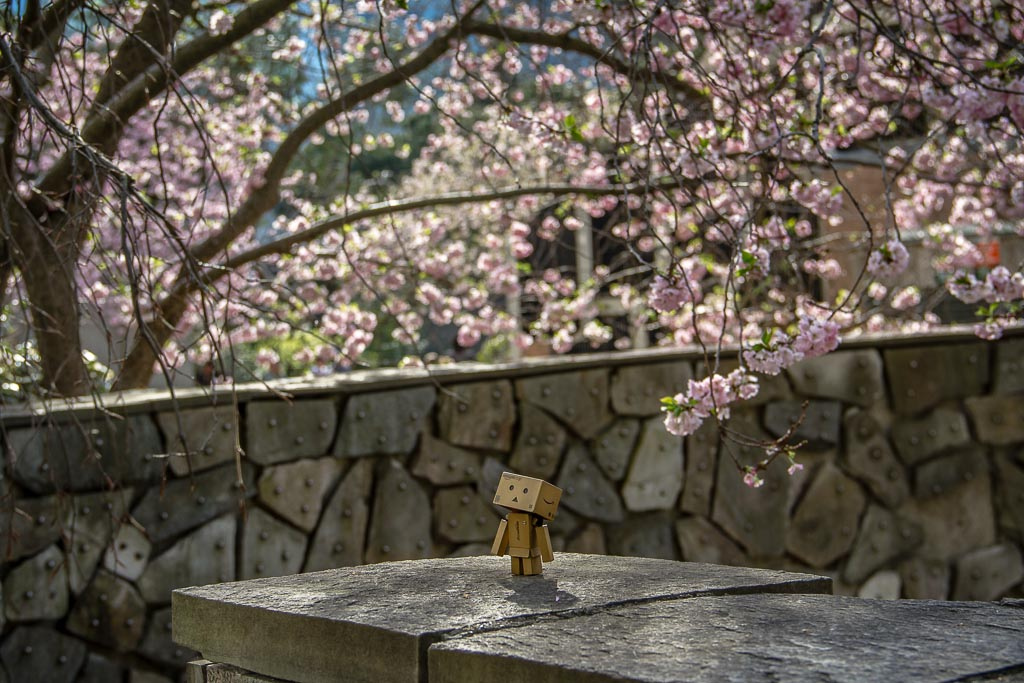

## وصلات خارجية
مزيد من التفاصيل والصور اضغط هنا